# 崔敏鎬
崔敏鎬（チェ・ミョンホ、최명호 1988年7月3日 - ）は、朝鮮民主主義人民共和国・平壌市出身のサッカー選手である。
U-17代表チームの一員として、2005年のFIFA U-17世界選手権（ベスト8、4試合3得点）と2006年のAFC U-17選手権（準優勝）に貢献、2005年のアジア年間最優秀ユース選手賞に選出された。彼はストライカーではないにもかかわらず、その技術と才能のために「北朝鮮のロナウド」と呼ばれていた。

## 経歴
- 2005年 - 2006年  軽工業省体育団
- 2006年 - 2008年  クリリヤ・ソヴェトフ・サマーラ
- 2009年 - 2016年  平壌市体育団
- 2016年 - 2017年  国防省FC
- 2018年  ビサカFC

## タイトル
- 2005年 アジア年間最優秀ユース選手賞